# Kazimierz Maślankiewicz
Kazimierz Maślankiewicz (ur. 9 czerwca 1902 w Pruchniku, zm. 21 sierpnia 1981 w Krakowie) – polski geolog i mineralog, profesor, encyklopedysta.

## Życiorys
Do szkoły powszechnej i średniej uczęszczał w Krakowie. W 1920 złożył egzamin dojrzałości i podjął studia mineralogiczne na Akademii Górniczej w Krakowie. Po roku studiów przeniósł się na Wydział Filozoficzny Uniwersytetu Jagiellońskiego. Studiował mineralogię, chemię i geologię. W 1927 ukończył studia ze stopniem doktora filozofii. Ponadto złożył egzamin nauczycielski na Studium Pedagogicznym UJ oraz egzamin pedagogiczny w zakresie chemii z mineralogią i geografii z geologią.
Jeszcze podczas studiów w sezonach 1922/1923 i 1923/1924 zatrudniony był na UJ jako pomocnicza siła naukowa, prowadząc ćwiczenia z mineralogii. Następnie przez 11 lat pełnił obowiązki asystenta i starszego asystenta w Zakładzie Chemii Nieorganicznej UJ. W okresie międzywojennym prowadził także wykłady zlecone i ćwiczenia z zakresu chemii nieorganicznej i petrografii na UJ oraz wykłady w Państwowym Pedagogium w Krakowie. Przez kilka lat pracował jednocześnie w szkolnictwie średnim jako nauczyciel chemii, fizyki, matematyki i mineralogii.
W 1932 został mianowany naczelnikiem Krakowskiego Urzędu Probierczego, zajmującego się kontrolą stopów metali szlachetnych. Za zgodą polskich władz podziemnych pozostał na tym stanowisku także podczas okupacji niemieckiej. Obowiązki te wykonywał też po wojnie do 1955, organizując w 1945 służbę probierczą w Polsce.
Brał czynny udział w konspiracyjnej pracy Stronnictwa Demokratycznego, jako współpracownik wychodzącego w Krakowie tajnego Dziennika Polski oraz redaktor dywersyjnego pisma Germania, wydawanego w języku niemieckim dla Niemców. Uczestniczył też w tajnym nauczaniu UJ, prowadząc wykłady z mineralogii, krystalografii i chemii.
Na prośbę prof. Stanisława Kulczyńskiego, organizatora i pierwszego rektora Uniwersytetu i Politechniki we Wrocławiu, zorganizował w 1946 Zakład Mineralogii i Petrografii na Wydziale Nauk Przyrodniczych Uniwersytetu Wrocławskiego. Przez kilka lat powojennych prowadził także wykłady i ćwiczenia na dwóch wydziałach Politechniki Wrocławskiej i we Wrocławskiej Szkole Inżynierskiej. W latach 1955–1962 był równocześnie kierownikiem Katedry Chemii Nieorganicznej i Analitycznej na Akademii Medycznej w Krakowie. W okresie 1966–1969 był prorektorem Uniwersytetu Wrocławskiego. Głównym obszarem badawczym Maślankiewicza były badania petrograficzne.
Zmarł 21 sierpnia 1981. Został pochowany na cmentarzu Rakowickim w Krakowie.

## Działalność społeczna
Podczas studiów uniwersyteckich zorganizował Akademicką Ligę Przyjaciół Kasy im. Mianowskiego, pełniąc przez kilka lat funkcję jej prezesa. Po studiach przez osiem lat był sekretarzem oddziału krakowskiego Polskiego Towarzystwa Przyrodników im. Kopernika. Po wyzwoleniu zajął się wznowieniem działalności tego Towarzystwa, sprawując przez kilka lat obowiązki sekretarza zarządu głównego. Po połączeniu w 1952 Polskiego Towarzystwa Przyrodników im. Kopernika ze Stowarzyszeniem Przyrodników-Marksistów objął stanowisko wiceprezesa nowego towarzystwa, które zatrzymało nazwę Polskiego Towarzystwa Przyrodników im. Kopernika. Od 1959 do 1981 był jego prezesem. W czerwcu 1968 roku wszedł w skład Komitetu Przygotowawczego obchodów 500 rocznicy urodzin Mikołaja Kopernika.
Od czasów międzywojennych brał udział w pracach Polskiego Towarzystwa Geologicznego. Podczas okupacji w jego mieszkaniu odbywały się tajne posiedzenia PTGeol. Po wyzwoleniu zajął się wznowieniem jego działalności. Od 1945 był przez wiele lat członkiem zarządu głównego PTGeol. Z jego inicjatywy utworzono w 1951 Oddział Towarzystwa we Wrocławiu, którym kierował przez pierwsze pięć lat, a następnie ponownie przez kilka lat od 1962. Był wieloletnim przewodniczącym Zarządu Głównego PTG, a 23 września 1977 podczas 49. Zjazdu Naukowego Geologów w Załużu otrzymał tytuł honorowego członka PtG i został zastąpiony na stanowisku przez doc. dr hab. Rafała Unruga.
Przed wojną brał również udział w pracach Polskiego Towarzystwa Chemicznego i Związku Chemików Polskich. Był wówczas także bardzo aktywnym popularyzatorem nauk przyrodniczych, wygłaszając w wielu miejscowościach prelekcje w ramach wykładów powszechnych UJ oraz kilkadziesiąt odczytów w Polskim Radio.
Od pierwszych lat powojennych uczestniczył w pracach redakcji Wszechświata, Kosmosu i Rocznika Polskiego Towarzystwa Geologicznego. W 1962 otrzymał Nagrodę Miesięcznika „Problemy” za osiągnięcia w dziedzinie popularyzowania nauki.

## Wybrane publikacje
Był encyklopedystą, redaktorem naczelnym Małej encyklopedii przyrodniczej wydanej przez PWN w latach 1957-1962 .
- Kazimierz Maślankiewicz, 1982, 1987. Kamienie szlachetne. Wydawnictwa Geologiczne, Warszawa.
- Kazimierz Maślankiewicz (red.), 1957. Mała encyklopedia przyrodnicza. PWN, Warszawa.
- Kazimierz Maślankiewicz, 1963. Wulkany, Warszawa.*Kazimierz *Maślankiewicz, 1965. Z dziejów górnictwa solnego w Polsce. Wydawnictwa Naukowo-Techniczne.
- Kazimierz Maślankiewicz, 1967. Wstęp do nauki o skałach. Zarys petrografii. Wydawnictwa Geologiczne.
- Kazimierz Maślankiewicz, Andrzej Szymański, 1976. Mineralogia stosowana. Wydawnictwa Geologiczne, Warszawa.
- Kazimierz Maślankiewicz, 1976. Wulkany i człowiek. WSiP, Warszawa
- biogramy w Polskim Słowniku Biograficznym (Ignacy Abłamowicz, Stanisław Alberti, t. 1, 1935)

## Odznaczenia
- Złoty Krzyż Zasługi (1939)
- Medal 10-lecia Polski Ludowej (1955)
- Krzyż Kawalerski Orderu Odrodzenia Polski (1964)
- Złota Odznaka Uniwersytetu Wrocławskiego
- Odznaka 1000-lecia Państwa Polskiego
- Złota Odznaka Zasłużony dla Dolnego Śląska